# LOVEのテーマ
「LOVEのテーマ」（ラブのテーマ）は、LOVEのデビューシングル。2007年4月11日にLOCOMUSICよりリリース。

## 解説
- 作詞・作曲・編曲はいずれも「LOVE」とクレジットされている。なお、この曲の実際の作詞作曲者は大塚愛であり、発表以前にライブでBGMとして使用されている。
- なお、スペースシャワーでPVが初めてオンエアされた際には、『I can CHU♥』と言う別タイトルがあった。これは、もともとこのタイトルで制作されていたが、LOVEのデビューシングルとして発表するためにタイトルを変更したものと思われる。

## 収録曲

### CD
1. LOVEのテーマ
  - 松竹配給アニメ映画「オシャレ魔女♥ラブ and ベリー しあわせのまほう」テーマソング
2. LOVEのテーマ -instrumental-

### DVD
1. LOVEのテーマ -music clip-